# Керченская военно-морская база
Керченская военно-морская база (сокращённо Керченская ВМБ) — разнородное оперативно-территориальное объединение Черноморского флота ВМФ СССР, созданное в начальный период Великой Отечественной войны. После оставления Керченского полуострова в октябре 1941 года обеспечивала проведение Керченско-Феодосийской десантной операции в декабре 1941 - январе 1942 и снабжение Крымского фронта, а также эвакуацию на Тамань его частей после Крымской катастрофы мая 1942 года. До сентября обороняла Тамань, после эвакуации расформирована. Во время подготовки и проведения Крымской наступательной операции сформирована повторно. Обеспечивала проведение Керченско-Эльтигенской десантной операции и снабжение плацдармов.

## Первое формирование
Была сформирована 23 августа 1941 года в составе Черноморского флота, командир контр-адмирал Васюнин П. Н.. 

### Состав
На сентябрь 1941 года на Керченский полуострове имелось 10 береговых стационарных батарей, общей численностью 37 орудий, ранее, в 1930-е годы, в составе Керченского укреплённого района:
- батарея № 29 (четыре 180-мм установки МО-1-180) юго-восточнее села Челядиново[2],
- батарея № 33 (три 203/50-мм орудия), на мысе Панагия на Таманском берегу
- батарея № 48 (четыре 152/45-мм пушки Кане, шесть 130-мм, восемь 100-мм, восемь 76-мм орудий и четыре 45-мм пушки 21К) в Керченской крепости,
- девять батарей располагались по берегу от Феодосии до Керчи.

- 65-й зенитный артиллерийский полк: в районе Керчи — 54-й и 136-й дивизионы (шесть батарей) и в районе Феодосии 56-й отдельный зенитный артдивизион (две батареи).

- авиаэскадрильи — 45-я и 46-я гидросамолетов и 93-я истребительная.

- 5-й дивизион тральщиков
- отряд торпедных катеров.

стрелковые части: 
- 9-я бригада морской пехоты[3],

- 8-й местный стрелковый батальон,
- отдельная саперная рота,
- батальон призывников-краснофлотцев (1426 человек, без вооружения).
- 14-й отдельный батальон морской пехоты (869 человек), сформирован Москве, прибыл в Керчь 4 октября 1941 года.

Всего личный состав Керченской ВМБ насчитывал 7,5 тысячи бойцов и командиров.
Службы Керченской ВМБ занимали территорию Керченской крепости. Здесь располагался Склад боеприпасов авиации Черноморского флота № 51, на котором хранилось до 4000 тонн авиабомб. На территории были построены три стационарных оборонительных объекта, береговая батарея БС-48 в составе четырёх 152-мм орудий Канэ и противокатерная батарея БС-9 в составе четырёх 75-мм орудий Канэ на мысе Ак-Бурун и четырёхорудийная зенитная батарея № 69 на бастионе «Е» форта «Тотлебен».

### Крымская оборонительная операция
Для обороны с суши вокруг города Керчь, являвшегося основным портом снабжения 51-й армии, силами населения и моряков было начато строительство оборонительных позиций, но закончить к подходу немцев не успели.
В сентябре 1941 года все орудия из Керченской крепости были эвакуированы. 75-мм зенитные пушки Лендера 69-й зенитной батареи переправили в Севастополь, где они принимали участие в защите города вплоть до июля 1942 года. Орудия 48-й и 9-й батарей эвакуировали на Таманский полуостров. Эти батареи приняли активное участие в обороне пролива, ведя огонь по противнику, который в ноябре 1941 года занял Керчь. После первого освобождения Керчи обе батареи оставались на своих позициях до августа 1942 года.
В городе Керчь с 10-го по 30 сентября 1941 года на основе личного состава Керченской военно-морской базы была сформирована 9-я бригада морской пехоты численностью 4500 человек. Формирование велось 20 сентября 1941 года по приказу Народного комиссара ВМФ по штату четырёхбатальонной бригады морской пехоты (4200 человек). Командиром был назначен полковник Н. В. Благовещенский. Офицерский состав — кадровый из частей ЧФ, Керченской военно-морской базы и частей морской пограничной охраны НКВД. Печатным органом бригады была газета «Защитник Родины». 
В результате боев в районе Керчи бригада потеряла около 70 % личного состава (из них 63 % пропавшими без вести) и всю артиллерию. Остатки бригады (всего 1775 человек) 18 ноября 1941 года были сосредоточены в районе станицы Тамань.

### Керченско-Феодосийская десантная операция
29 декабря 1941 года командир Керченской ВМБ А. С. Фролов направил начальника штаба базы капитана 3-го ранга А. Ф. Студеничникова на рекогносцировку на двух торпедных катерах: № 105 лейтенанта И. Н. Васенко и № 24 лейтенантв А. Ф. Крылова. Попутно они должны были доставить в Камыш-Бурун медицинских работников 51-й армии для развертывания госпиталя. Комиссаром отряда был назначен старший политрук Д. С. Калинин, военком района СНИС Керченской ВМБ, при нем — несколько краснофлотцев-связистов. При подходе к Камыш-Бурунской косе оба катера подверглись сильному артобстрелу с берега. Получив большие повреждения и понеся потери в людях, они вынуждены были выброситься на отмель Камыш-Бурунской косы. Восемнадцать боеспособных человек высадились на берег и под командованием Студеничникова и Калинина продолжали боевые действия. Утром 30 декабря 1941 года командир базы Фролов получил из Керчи радиограмму: «30 декабря отряд моряков вступил в Керчь, начальник гарнизона г. Керчи Студеничников, комиссар гарнизона Калинин». Газета Черноморского флота «Красный Черноморец» 4 января 1942 года писала смельчаки присоединились к наступающим армейским частям и «...составили ударный отряд, который первым ворвался в город Керчь и водрузил над комендатурой знамя победы, знамя нашей Родины».

### Оборона Тамани
В состав Керченской военно-морской базы на лето 1942 года входили следующие соединения и части: 
- Таманский укрепленный сектор береговой обороны (27 орудий калибром от 203 до 75 мм и 58 пулеметов);
- 65-й зенитный артиллерийский полк (20 орудий калибром 76,2 мм, 8 орудий калибром 85 мм, 25 пулеметов и 5 прожекторов);
- Отряд охраны водного района из 6 катеров «МО», плавучей батареи (3 орудия калибром 100 мм, 2 орудия калибром 45 мм и 6 пулеметов), 5 тральщиков и около 23 мобилизованных катеров-сейнеров;
- 322-й отдельный батальон морской пехоты,
- 328-й отдельный батальон морской пехоты,
- 17-я отдельная пулеметная рота,
- 354-я отдельная инженерная рота,
- 572-й отдельный химический взвод;
- служба наблюдения и связи;
- гидрографический район.

Всего в Керченской военно-морской базе насчитывалось около 6 тысяч человек, что было недостаточно для обороны Таманского полуострова от мыса Ахиллеон до станицы Благовещенская.
В период 26.08.1942 - 14.11.1942 Керченская ВМБ входила в Таманский сектор береговой обороны. 
Орудия 48-й и 9-й батарей базы эвакуированные на Таманский полуостров в октябре 1941 оставались на своих позициях до августа 1942 года и сыграли роль в боях с немецкими и румынскими войсками, прорвавшимися на Таманский полуостров с севера. После израсходования боекомплекта все орудия были взорваны своими расчётами, а личный состав батарей, эвакуированный с Таманского полуострова, позднее принимал участие в боях за Новороссийск.
C 3 сентября 1942 года с эвакуировалась c Таманского полуострова. После утери Тамани расформирована. Период в составе действующей армии:  1 сентября 1941 — 14 ноября 1942

## Второе формирование
Повторно сформирована 8.02.1943 в составе Черноморского флота, командир капитан 1-го ранга Рутковский В. И..

### Состав
- Дивизион Охраны водного района 8.02.1943 - 28.07.1944
- 65-й зенитный артиллерийский полк противовоздушной обороны 08.02.1943 - 15.12.1943
- 49 военно-морской госпиталь 08.02.1943 - 16.09.1944
- Флотский полуэкипаж 30.09.1943 - 29.07.1944[9]

### Керченско-Эльтигенская десантная операция
В сентябре 1944 года после окончания боевых действий на Чёрном море Керченская военно-морская база была расформирована. Период в составе действующей армии:  8.02.1943 — 16.09.1944.
Историческим преемником объединения является Керченско-Феодосийская военно-морская база, сформированная 1 апреля 1953 года и существовавшая до 1995 года.

## Командование базы
Командиры:
Первое формирование
- 9.09.1941 - 07.11.1941 — контр-адмирал Васюнин, Пётр Никифорович[9];
- 08.11.1941 - 26.06.1942 — контр-адмирал Фролов, Александр Сергеевич[9][10];
- 06.1942 - 09.1942 — контр-адмирал Трайнин, Павел Алексеевич[11];

Второе формирование
- 26.04.1943 - 21.07.1944 — капитан 1-го ранга Рутковский, Владимир Иванович[9].

Комиссары
- декабрь 1941 Мартынов, Валериан Андреевич

Начальники штаба
- капитан 3-го ранга А. Ф. Студеничников